# Acalolepta freudei
Acalolepta freudei là một loài bọ cánh cứng trong họ Cerambycidae.